# Jacques Dandenac
Jacques Dandenac est un homme politique français né le 12 avril 1752 à Saumur (Maine-et-Loire) et décédé le 23 mai 1825 à Rou-Marson (Maine-et-Loire).
Militaire dans le régiment provincial de Touraine avant la Révolution, il devient maire de Rou-Marson. Il est député de Maine-et-Loire à la Convention, siégeant avec les modérés de la Plaine et vote la détention de Louis XVI. Il entre le 21 vendémiaire an IV au Conseil des Anciens et en sort en l'an V. Il reprend ses fonctions de maire et devient conseiller d'arrondissement en 1800. Il est le frère de Marie-François Dandenac.

## Sources
- « Jacques Dandenac », dans Adolphe Robert et Gaston Cougny, Dictionnaire des parlementaires français, Edgar Bourloton, 1889-1891 [détail de l’édition]